# Satoshi Kawabata
Satoshi Kawabata (jap. 川端 聡, Kawabata Satoshi; * 7. März 1970) ist ein japanischer Poolbillardspieler.

## Karriere
Bei den Asienspielen 1998 gewann Satoshi Kawabata gemeinsam mit Kunihiko Takahashi die Bronzemedaille im 8-Ball-Doppel. Im März 2000 gewann er durch einen Finalsieg gegen den Amerikaner Johnny Archer die Japan Open. Im Juli 2001 erreichte Kawabata bei der 9-Ball-Weltmeisterschaft die Runde der letzten 32. Bei den World Games 2001 erreichte er das Viertelfinale und unterlag dort dem Deutschen Ralf Souquet mit 9:11. Im Mai 2003 wurde er Fünfter bei den BCA Open. Bei der 9-Ball-WM 2003 schied Kawabat in der Runde der letzten 64 aus. Anschließend erreichte er 2004 das Sechzehntelfinale und schied 2005 erneut in der Runde der letzten 64 aus. 2005 wurde Kawabata zudem erstmals zum World Pool Masters eingeladen, bei dem er jedoch in der ersten Runde gegen den späteren Finalisten Rodney Morris verlor.
Bei den Asienspielen 2006 gewann er im Finale gegen Antonio Gabica die Goldmedaille im 8-Ball. Im März 2007 erreichte er die Runde der letzten 32 bei der 8-Ball-WM. Bei der 9-Ball-WM 2007 gelang ihm der Einzug ins Achtelfinale, in dem er mit 9:11 gegen den Philippiner Joven Bustamante verlor. Nachdem er bei der 8-Ball-WM 2008 erneut im Sechzehntelfinale ausgeschieden war, erreichte Kawabata im Oktober 2008 das Achtelfinale der 10-Ball-Weltmeisterschaft und unterlag dort dem späteren Weltmeister Darren Appleton nur knapp mit 8:9. Einen Monat später erreichte er das Viertelfinale der Japan Open. 2009 kam er bei den World Games ins Achtelfinale und schied bei der 10-Ball-WM in der Runde der letzten 32 aus.
Nachdem er bei der 9-Ball-WM 2013 in der Vorrunde ausgeschieden war, erreichte Kawabata das Achtelfinale der Japan Open 2013 und unterlag dort dem späteren Finalisten Chang Jung-lin. 2014 schied er bei den Japan Open im Sechzehntelfinale aus. Im September 2015 zog er bei der 9-Ball-Weltmeisterschaft in die Runde der letzten 64 ein, in der er dem Österreicher Albin Ouschan, den er in der Vorrunde mit 9:8 besiegt hatte, mit 7:11 unterlag. Bei den Japan Open 2015 verlor er im Achtelfinale gegen Han Haoxiang.
Kawabata nahm bislang fünfmal am World Cup of Pool teil. Nachdem er 2006 gemeinsam mit Masaaki Tanaka im Achtelfinale war, bildete er 2007 und 2008 mit Naoyuki Ōi das japanische Team, das 2007 das Halbfinale und 2008 das Viertelfinale erreichte. Anschließend schied er 2009 mit Hayato Hijikata und 2012 mit Naoyuki Ōi im Achtelfinale aus.
2010 war Kawabata Teil der japanischen Mannschaft, die bei der Team-Weltmeisterschaft das Achtelfinale erreichte.

## Erfolge
| Japan Open:                  | 2000 |
| Asienspiele – 8-Ball-Einzel: | 2006 |